# Работнов, Юрий Николаевич
Ю́рий Никола́евич Рабо́тнов (11 (24) февраля 1914, Нижний Новгород — 13 мая 1985, Москва) — советский учёный-механик, действительный член Академии наук СССР с 1958 года, заведующий лабораторией прочности Института механики АН СССР (1947—1958), декан механико-математического факультета МГУ (1952—1954), заведующий кафедрой теории пластичности МГУ (1953—1985), заместитель директора Института гидродинамики Сибирского отделения АН СССР (1958—1965).

## Биография
Родился в семье учителя гимназии. Окончил механико-математический факультет Московского государственного университета имени М. В. Ломоносова (1935).
В 1935—1941 и 1943—1947 годах работал в Московском энергетическом институте на кафедре сопротивления материалов (начав работу ассистентом и завершив её в звании профессора), в 1941—1943 годах — во Всесоюзном электротехническом институте. В 1940 году защитил кандидатскую диссертацию.
В 1943—1958 годах местом работы Ю. Н. Работнова был Московский государственный университет, где он вёл научную и преподавательскую деятельность — сначала в качестве доцента кафедры теории упругости, а с 1947 г. (после защиты им в 1946 г. докторской диссертации по теории упругих оболочек, в которой были исследованы локальная устойчивость оболочек и краевой эффект) — профессора. В 1947—1958 гг. также работал в Институте механики АН СССР (сейчас — Институт проблем механики РАН), заведуя лабораторией прочности.
В наиболее ответственный период жизни университета — во время переезда в новое здание на Ленинских горах — Ю. Н. Работнов руководит (с 1952 по 1954 гг.) механико-математическим факультетом МГУ, являясь его деканом. В 1953 году он создаёт и впоследствии много лет возглавляет (до последних лет своей жизни) кафедру теории пластичности на мехмате МГУ.
В 1953 году Ю. Н. Работнов избран членом-корреспондентом Академии наук СССР. Вошёл в Первоначальный состав Национального комитета СССР по теоретической и прикладной механике (1956 г.).
В 1958—1965 годах работал в Институте гидродинамики Сибирского отделения АН СССР в Новосибирске в должности заместителя директора; одновременно руководит кафедрой теории упругости и пластичности Новосибирского государственного университета. С 1958 г. — действительный член Академии наук СССР, академик-секретарь Отделения механики и процессов управления АН СССР.
С 1965 г. Ю. Н. Работнов работал в Институте машиноведения АН СССР, заведуя там лабораторией прочности машиностроительных материалов, и вновь в Московском университете.
С 1948 г. он был заместителем главного редактора журнала «Вестник Московского университета», с 1953 по 1958 год — главным редактором журнала «Известия Академии наук СССР. Отделение технических наук», с 1958 по 1964 год был главным редактором журнала «Прикладная механика и техническая физика».

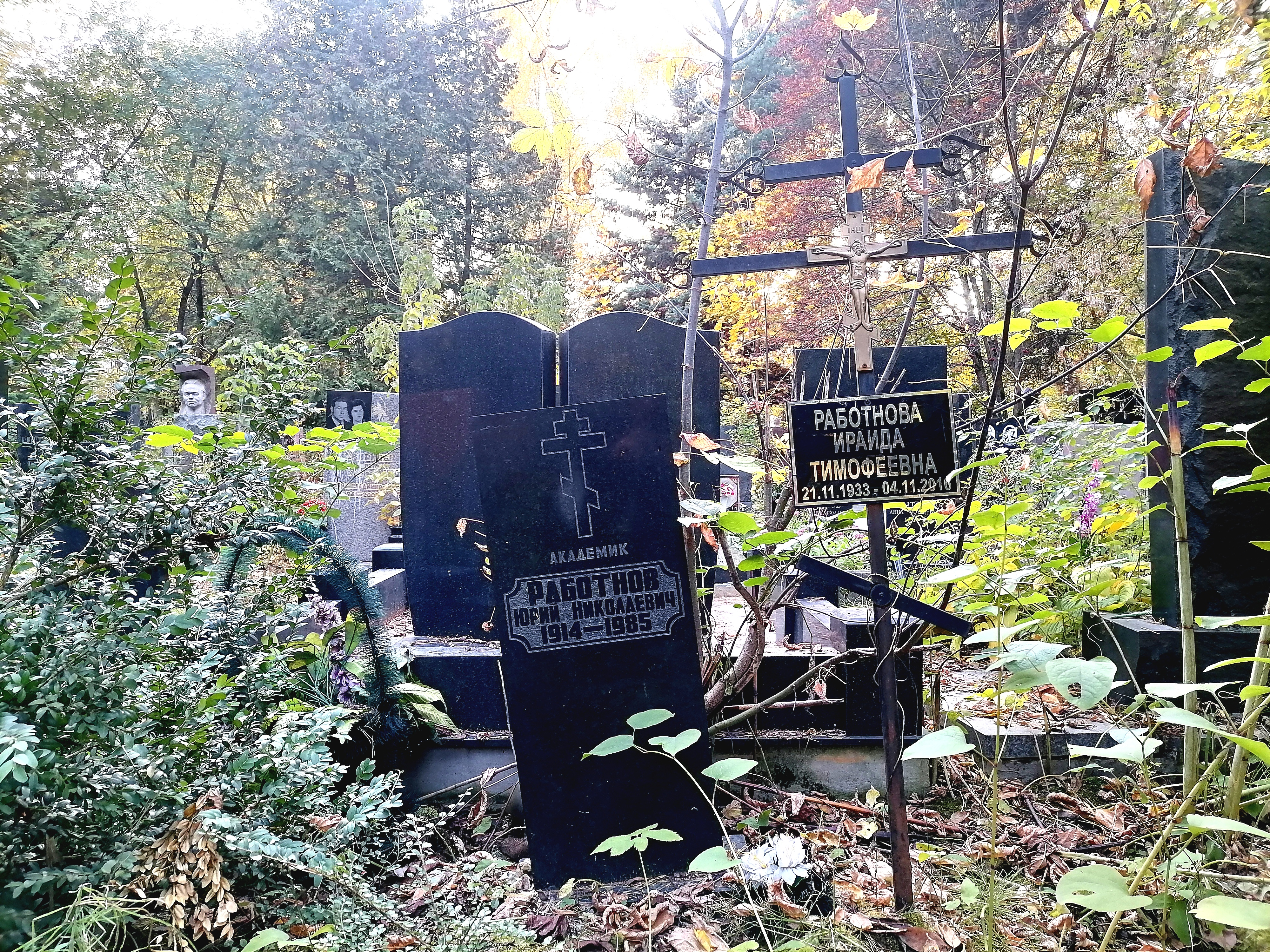
Могила на Кунцевском кладбище

Скончался после продолжительной болезни (1 сентября 1979 года Ю. Н. Работнова постиг тяжёлый инсульт). Похоронен на Новокунцевском кладбище (10 уч.).

## Научная деятельность
Основные работы Ю. Н. Работнова относятся к теории упругости и пластичности, теории оболочек и устойчивости упруго-вязкопластических систем, теории ползучести металлов и наследственной теории упругости, механике разрушения и механике композиционных материалов. В частности, он стал одним из создателей теории ползучести металлов. При этом им была разработана общая феноменологическая теория ползучести, способная описать как процессы длительного разрушения, так и мгновенные нелинейные деформации; эту общую теорию Работнов дополнил методами решения задач и проверил её экспериментальным путём.
Ранние работы Ю. Н. Работнова 1945—1946 гг.  посвящены технической теории оболочек, применительно к которым он исследовал краевые эффекты и явления локальной неустойчивости. Развитые им применительно к безмоментным оболочкам методы тензорного анализа позволили ввести специальную систему координат, что упростило расчёт таких оболочек.
Своими теоретическими и экспериментальными исследованиями Ю. Н. Работнов внёс существенный вклад в механику упругопластических сред. Экспериментально и теоретически он доказал непротиворечивость упругопластических моделей с коническими особенностями на поверхности нагружения. Созданная им теория, опирающаяся на понятие мгновенной кривой деформирования, дала возможность объяснить наблюдающееся у сталей и сплавов явление запаздывания текучести, решить ряд важных задач динамики упругопластических сред.
Разработал приближённую теорию упругопластических оболочек, которая основывалась на представлении оболочки в виде совокупности двух слоёв, обладающих разными свойствами.
Ю. Н. Работнов провёл чёткую классификацию различных сторон явления ползучести, а также представил критический анализ многочисленного экспериментального материала. Были решены весьма важные для практики задачи об установившейся ползучести вращающихся дисков, изгибаемых пластин и оболочек. Предложенное Ю. Н. Работновым дробно-экспоненциальное ядро (Э-функции Работнова), в отличие от классического экспоненциального ядра, давало возможность описывать как мгновенное упругое поведение материалов за счёт наличия интегрируемой особенности, так и длительные процессы ползучести. Принципиальное значение для дальнейшего развития теории ползучести и длительной прочности имело введение Ю. Н. Работновым (1959 г.) в определяющие соотношения теории ползучести структурного параметра (параметра повреждённости), для которого им были предложены соответствующие кинетические уравнения.
В теории вязкоупругости Ю. Н. Работнов нашёл достаточно общую формулу для ядра основного интегрального уравнения, позволяющую сравнительно просто решение многих задач доводить до получения числовых результатов.
Изучал процесс разрушения металлов при высоких температурах, а также механизмы разрушения волокнистых композитов.
В 1990 г. за вклад в разработку теории ползучести Ю. Н. Работнову была присуждена Государственная премия РСФСР.

## Оценки коллег
Юрий Николаевич был чётко выраженным прикладником … книги его характерны как ясностью, так и нацеленностью на практику. Я всегда завидовал отточенности его изложения, отсутствию в нём как «воды», так и приблизительности. Под приблизительностью я здесь разумею не приближённость решений, а недодуманность мыслей (В. В. Новожилов)

## Интересные факты
- По воспоминаниям К. Л. Комарова в Академгородке Новосибирска для Ю. Н. Работнова готовили Институт механики. Здание строили в виде самолёта: компактный административный корпус — как крылья, к нему пристроены длинные одноэтажные мастерские… Но накануне сдачи корпуса в эксплуатацию М. А. Лаврентьев заявил: «Это будет не Институт механики, а Институт физики полупроводников, и директор там будет Ржанов А. В.». А Юрию Николаевичу сказал: «Ну, какой из вас директор! С вами сегодня грубо поговоришь — назавтра вы так расстроитесь, что на работу не выйдете». (Воспоминания К. Л. Комарова)[15]

- Академик В. В. Новожилов вспоминает, что Ю. Н. Работнов увлекался поэзией и живописью, причём, если в поэзии их вкусы расходились, то в понимании живописи они были близки. Работнов мог молниеносно оценить картину. Однажды они пришли к художнику Анатолию Звереву и, хотя право первого выбора картины был у Новожилова (художника нашёл он!), две лучшие картины, как показало время, попали в собрание Работнова.[16]